# Milton Rodríguez
Milton Fabián Rodríguez Suárez  (Santiago de Cali, Valle del Cauca, Colombia; 28 de abril de 1976) es un exfutbolista colombiano. Jugaba de delantero.

## Trayectoria
Se formó en la Escuela de Fútbol Carlos Sarmiento Lora y su debut en el profesionalismo se produjo con Cortuluá en 1995. Luego de jugar un año con Millonarios el jugador es confirmado como refuerzo del Deportes Tolima. Al no tener continuidad en el Tolima se convierte en refuerzo para el Real Cartagena de cara a la temporada 2010. A mediados de año es transferido al fútbol de Estados Unidos, concretamente al FC Dallas.
Tras un año en la Major League Soccer regresa a Colombia para reforzar al Atlético Huila.

## Selección nacional
En el año 2004 hizo su debut con la Selección de fútbol de Colombia en juegos de la eliminatoria al Mundial de Alemania 2006.

### Participaciones enEliminatorias al Mundial
| Eliminatoria                            | Sede del Mundial       | Posición               | Resultado              | PJ | GA | Asis |
| --------------------------------------- | ---------------------- | ---------------------- | ---------------------- | -- | -- | ---- |
| Eliminatorias Mundial de Alemania 2006  | Alemania               | 6°lugar 24pts          | Eliminado              | 1  | 0  | 0    |
| Eliminatorias Mundial de Sudáfrica 2010 | Sudáfrica              | 7°lugar 23pts          | Eliminado              | 1  | 0  | 0    |
| Total en Eliminatorias                  | Total en Eliminatorias | Total en Eliminatorias | Total en Eliminatorias | 2  | 0  | 0    |

## Clubes
| Club                   | País           | Año         |
| ---------------------- | -------------- | ----------- |
| Cortuluá               | Colombia       | 1995 - 1998 |
| Santa Fe               | Colombia       | 1999        |
| Cortuluá               | Colombia       | 2000        |
| Deportivo Cali         | Colombia       | 2000 - 2001 |
| Cortuluá               | Colombia       | 2001 - 2002 |
| Deportivo Pereira      | Colombia       | 2002        |
| Santa Fe               | Colombia       | 2003        |
| Deportivo Cali         | Colombia       | 2003        |
| Deportivo Pereira      | Colombia       | 2004        |
| Deportivo Cali         | Colombia       | 2004 - 2005 |
| Jeonbuk Hyundai Motors | Corea del Sur  | 2005 - 2006 |
| Newcastle Jets         | Australia      | 2006        |
| América de Cali        | Colombia       | 2007        |
| Deportivo Cali         | Colombia       | 2007 - 2008 |
| Millonarios            | Colombia       | 2008 - 2009 |
| Deportes Tolima        | Colombia       | 2009        |
| Real Cartagena         | Colombia       | 2010        |
| Dallas                 | Estados Unidos | 2010 - 2011 |
| Atlético Huila         | Colombia       | 2011 - 2012 |
| Envigado F. C.         | Colombia       | 2012 - 2013 |
| Cúcuta Deportivo       | Colombia       | 2013        |
| Cortuluá               | Colombia       | 2014        |

## Estadísticas

### Clubes
Actualizado al último partido disputado el 26 de octubre de 2014.
| Club                         | Div.          | Temporada     | Liga        | Liga  | Copas nacionales | Copas nacionales | Copas internacionales | Copas internacionales | Total       | Total |
| Club                         | Div.          | Temporada     | Part.       | Goles | Part.            | Goles            | Part.                 | Goles                 | Part.       | Goles |
| ---------------------------- | ------------- | ------------- | ----------- | ----- | ---------------- | ---------------- | --------------------- | --------------------- | ----------- | ----- |
| Cortuluá · Colombia          |               |               |             |       |                  |                  |                       |                       |             |       |
| 1ª                           | 1995-96       | Desconocido   | Desconocido | -     | -                | -                | -                     | Desconocido           | Desconocido |       |
| 1ª                           | 1996-97       | Desconocido   | Desconocido | -     | -                | -                | -                     | Desconocido           | Desconocido |       |
| 1ª                           | 1998          | Desconocido   | Desconocido | -     | -                | -                | -                     | Desconocido           | Desconocido |       |
| 1ª                           | 2000          | 21            | 10          | -     | -                | -                | -                     | 21                    | 10          |       |
| 1ª                           | 2001          | 23            | 4           | -     | -                | -                | -                     | 23                    | 4           |       |
| 1ª                           | 2002          | 15            | 5           | -     | -                | -                | -                     | 15                    | 5           |       |
| 2ª                           | 2014          | 29            | 4           | 7     | 6                | -                |                       | 36                    | 10          |       |
| Total club                   | Total club    | +88           | +23         | 7     | 6                | 0                | 0                     | +95                   | +29         |       |
| Santa Fe · Colombia          |               |               |             |       |                  |                  |                       |                       |             |       |
| 1ª                           | 1999          | 36            | 14          | -     | -                | -                | -                     | 36                    | 14          |       |
| 1ª                           | 2003          | 16            | 6           | -     | -                | -                | -                     | 16                    | 6           |       |
| Total club                   | Total club    | 52            | 20          | 0     | 0                | 0                | 0                     | 52                    | 20          |       |
| Deportivo Cali · Colombia    |               |               |             |       |                  |                  |                       |                       |             |       |
| 1ª                           | 2000          | 17            | 3           | -     | -                | -                | -                     | 17                    | 3           |       |
| 1ª                           | 2001          | 4             | 0           | -     | -                | 1                | 0                     | 5                     | 0           |       |
| 1ª                           | 2003          | 12            | 3           | -     | -                | -                | -                     | 12                    | 3           |       |
| 1ª                           | 2004          | 20            | 13          | -     | -                | -                | -                     | 20                    | 13          |       |
| 1ª                           | 2005          | 22            | 14          | -     | -                | -                | -                     | 22                    | 14          |       |
| 1ª                           | 2007          | 15            | 2           | -     | -                | -                | -                     | 15                    | 2           |       |
| 1ª                           | 2008          | 17            | 5           | -     | -                | -                | -                     | 17                    | 5           |       |
| Total club                   | Total club    | 107           | 40          | 0     | 0                | 1                | 0                     | 108                   | 40          |       |
| Deportivo Pereira · Colombia |               |               |             |       |                  |                  |                       |                       |             |       |
| 1ª                           | 2002          | 19            | 13          | -     | -                | -                | -                     | 19                    | 13          |       |
| 1ª                           | 2004          | 17            | 12          | -     | -                | -                | -                     | 17                    | 12          |       |
| Total club                   | Total club    | 36            | 25          | 0     | 0                | 0                | 0                     | 36                    | 25          |       |
| Jeonbuk Corea del Sur        |               |               |             |       |                  |                  |                       |                       |             |       |
| 1ª                           | 2005          | 9             | 4           | -     | -                | -                | -                     | 9                     | 4           |       |
| 1ª                           | 2006          | 9             | 2           | -     | -                | -                | -                     | 9                     | 2           |       |
| Total club                   | Total club    | 18            | 6           | 0     | 0                | 0                | 0                     | 18                    | 6           |       |
| Newcastle Jets Australia     |               |               |             |       |                  |                  |                       |                       |             |       |
| 1ª                           | 2006-07       | 18            | 6           | -     | -                | -                | -                     | 18                    | 6           |       |
| Total club                   | Total club    | 18            | 6           | 0     | 0                | 0                | 0                     | 18                    | 6           |       |
| América de Cali · Colombia   |               |               |             |       |                  |                  |                       |                       |             |       |
| 1ª                           | 2007          | 11            | 6           | -     | -                | -                | -                     | 11                    | 6           |       |
| Total club                   | Total club    | 11            | 6           | 0     | 0                | 0                | 0                     | 11                    | 6           |       |
| Millonarios · Colombia       |               |               |             |       |                  |                  |                       |                       |             |       |
| 1ª                           | 2008          | 18            | 11          | -     | -                | -                | -                     | 18                    | 11          |       |
| 1ª                           | 2009          | 15            | 0           | -     | -                | -                | -                     | 15                    | 0           |       |
| Total club                   | Total club    | 33            | 11          | 0     | 0                | 0                | 0                     | 33                    | 11          |       |
| Deportes Tolima · Colombia   |               |               |             |       |                  |                  |                       |                       |             |       |
| 1ª                           | 2009          | 16            | 4           | -     | -                | -                | -                     | 16                    | 4           |       |
| Total club                   | Total club    | 16            | 4           | 0     | 0                | 0                | 0                     | 16                    | 4           |       |
| Real Cartagena · Colombia    |               |               |             |       |                  |                  |                       |                       |             |       |
| 1ª                           | 2010          | 16            | 6           | -     | -                | -                | -                     | 16                    | 6           |       |
| Total club                   | Total club    | 16            | 6           | 0     | 0                | 0                | 0                     | 16                    | 6           |       |
| FC Dallas Estados Unidos     |               |               |             |       |                  |                  |                       |                       |             |       |
| 1ª                           | 2010          | 14            | 5           | -     | -                | -                | -                     | 14                    | 5           |       |
| 1ª                           | 2011          | 13            | 1           | 1     | 1                | -                | -                     | 14                    | 2           |       |
| Total club                   | Total club    | 27            | 6           | 1     | 1                | 0                | 0                     | 28                    | 7           |       |
| Atlético Huila · Colombia    |               |               |             |       |                  |                  |                       |                       |             |       |
| 1ª                           | 2011          | 12            | 3           | -     | -                | -                | -                     | 12                    | 3           |       |
| 1ª                           | 2012          | 18            | 9           | 1     | 1                | -                | -                     | 19                    | 10          |       |
| Total club                   | Total club    | 30            | 12          | 1     | 1                | 0                | 0                     | 31                    | 13          |       |
| Envigado FC · Colombia       |               |               |             |       |                  |                  |                       |                       |             |       |
| 1ª                           | 2012          | 17            | 5           | -     | -                | 4                | 0                     | 21                    | 5           |       |
| 1ª                           | 2013          | 11            | 1           | 2     | 1                | -                | -                     | 13                    | 2           |       |
| Total club                   | Total club    | 28            | 6           | 2     | 1                | 4                | 0                     | 34                    | 7           |       |
| Cúcuta Deportivo · Colombia  |               |               |             |       |                  |                  |                       |                       |             |       |
| 1ª                           | 2013          | 10            | 1           | 2     | 0                | -                | -                     | 12                    | 1           |       |
| Total club                   | Total club    | 10            | 1           | 2     | 0                | 0                | 0                     | 12                    | 1           |       |
| Total carrera                | Total carrera | Total carrera | 490         | 172   | 13               | 9                | 5                     | 0                     | 488         | 181   |

## Palmarés

### Distinciones individuales
| Distinción                                  | Año  |
| ------------------------------------------- | ---- |
| Goleador del Torneo Finalización (13 goles) | 2002 |